# Михаило Кр. Ђорђевић
Михаило Кр. Ђорђевић (Крагујевац, 16/28. март 1850 — Београд, 3/16. јануар 1901) био је српски правник, политичар и дипломата. Обављао је функције министра иностраних послова, министра правде, министра унутрашњих послова, те био и заступник министра просвете Краљевине Србије. Био је опуномоћен министар у Паризу и Букурешту. Био је и државни саветник.

## Биографија
Г.Мих. Кр. Ђорђевић, рођен је 1850.г у Крагујевцу. Тамо је учио основну школу и нижу гимназију. Вишу гимназију и правни факултет свршио је у Београду. Био је по том на универзитетима у Минхену, Хајделбергу, Бону и Лајпцигу, где је са најбољим успехом полагао испите из трговачког и меничног права.
По свршеним наукама, настаје нова епоха у његовом животу. 1875.године. ступио је у државну службу као писар 3 кл. суда вароши Београда. После овога настаје низ промена у његовом чиновничком животу. Био је хонорарни професор трговачког и меничног права на Вишој школи. За тим писар 2 кл. министарства правде; па онда судија у Смедереву, и најзад, судија суда вароши Београда.
Крајем 1880.године заменио је судску струку са дипломатском. Био је секретар 4 класе при посланству у Цариграду. Пошто је добио унапређење, године 1882., отпуштен је из државне службе. Као независан човек отпочео је 1883.године у Београду своју адвокатску праксу. 1890.године као народни посланик и адвокат, постао је Министар Правде, а 1891. промени портфељ и постаде Министар Иностраних дела. За тим 1892.године поново дође за Министра Правде. Октобра 1894. понова је дошао за Министра Правде. Почетком 1895.године иступи из кабинета и остане на расположењу владе. Крајем прошле 1896. постане Министар унутрашњих дела, а 12 прошлог месеца опет на расположењу владе.

## Књижевни рад
Од књижевних радова његових излазили су чланци у часопису ''Отаџбини'' за 1874 и 1875.год: ''О трговачким друштвима'', ''О постанку и значају менице''. У правничком листу ''Порота'': ''Енциклопедија права'' и други стручни и политички чланци.

## Одликовања
Од одличја има г. Ђорђевић: Таковски орден I степена са лентом; Белог орла V степена; црногорски: Данила I степена са лентом; бугарски: За грађанске заслуге са лентом; француски: Почасне легије II степена са звездом; белгијски: Леополда I степена са лентом; португалски: Христа са лентом и луксенбуршки: велики крст са лентом.

## Покушај атентата 1892
У Паризу је над њим извршио атентат чувени анархиста Леотија.

## Смрт
Црна и неумитна смрт 3.ов месеца у 11 1/2 часова пре подне уграбила је за свагда из наше средине Мику Кр. Ђорђевића, бив министра полиције, правде, иностраних дела, опуномоћеног министра у Паризу и Букурешту, а у последње време државног саветника.